# Список закладів загальної середньої освіти Святошинського району
Список закладів загальної середньої освіти Святошинського району міста Києва

## Заклади комунальної форми власності
1. Середня загальноосвітня школа № 13, раніше мала назву ім. І. Хитриченка
2. Спеціальна школа-інтернат № 15 — заклад освіти для дітей, які мають порушення опорно-рухового апарату[1]. Київ, проспект Берестейський, 113
3. Спеціальна школа-інтернат № 16 — заклад освіти для дітей з розумовою відсталістю різного ступеня, та іншими додатковими вадами[2]. Київ, вулиця Депутатська, 1
4. Середня загальноосвітня школа № 35
5. Спеціалізована школа № 40 з поглибленим вивченням німецької мови[3]
6. Середня загальноосвітня школа № 50
7. Середня загальноосвітня школа № 55
8. Середня загальноосвітня школа № 72
9. Ліцей № 76 імені Олеся Гончара
10. Середня загальноосвітня школа № 83
11. Спеціалізована школа I-III ступенів № 96 ім. О. К. Антонова
12. Спеціалізована школа № 131
13. Середня загальноосвітня школа № 140
14. Київська гімназія № 154
15. Середня загальноосвітня школа № 162
16. Спеціалізована школа № 185 ім. В. Вернадського
17. Спеціалізована школа № 196
18. Спеціалізована школа № 197 ім. Дмитра Луценка
19. Ліцей «Еко» № 198
20. Спеціалізована школа № 200
21. Спеціалізована авіаційно-технологічна школа № 203
22. Середня загальноосвітня школа № 205
23. Школа I-III ступенів № 206 ім. Леся Курбаса
24. Середня загальноосвітня школа № 215
25. Середня загальноосвітня школа № 222
26. Середня загальноосвітня школа № 223
27. Середня загальноосвітня школа № 230
28. Середня загальноосвітня школа № 235 ім. В. Чорновола
29. Середня загальноосвітня школа № 253
30. Спеціалізована школа № 254
31. Середня загальноосвітня школа № 281
32. Київська гімназія № 287
33. Середня загальноосвітня школа № 288
34. Середня загальноосвітня школа № 297
35. Спеціалізована школа № 304
36. Спеціалізована школа № 317
37. Гімназія «Академія»
38. Київська гімназія східних мов № 1
39. Спеціалізована школа-дитячий садок «Лісова казка»